# Titkok könyvtára (franchise)
A Titkok könyvtára (eredeti cím: The Librarian)  három tévéfilmből és egy televíziós sorozatból álló franchise. 
A filmeket az Amerikai Egyesült Államok-beli TNT televíziós csatorna készítette. Főszereplőjük Flynn Carsen (Noah Wyle), aki könyvtárosként egy titkos műtárgyakból álló gyűjteményt próbál védelmezni.

## Filmek
- Titkok könyvtára – A Szent Lándzsa küldetés
- Titkok könyvtára 2. – A visszatérés Salamon kincséhez
- A titkok könyvtára 3. – A Júdás-kehely átka

## Állandó szereplők
- Flynn Carson a főszereplő, színésze Noah Wyle
- Judson, aki a küldetésekre indítja a könyvtárost, Bob Newhart

## Televíziós sorozat
- A titkok könyvtára

## Cselekmény

### Titkok könyvtára – A Szent Lándzsa küldetés
Nem gyakran fordul elő, hogy a világ megmentése könyvtárosok kezébe kerüljön, de most pontosan ez történik Flynn Carsennel. A könyvmoly fiatalember egy könyvtárban kap állást, ám hamar kiderül, hogy nem akármilyen feladatot bíztak rá. A könyvtár raktárában őrzik az emberiség legféltettebb kincseit, többek között az Excaliburt, Pandora szelencéjét, s a Frigyládát - a legnagyobb titokban, távol a gonosz erőktől. Egy nap azonban ellopják a Szent Lándzsát, és a szelíd könyvtárosból igazi akcióhős lesz, aki a fél világot átkutatja a felbecsülhetetlen értékű műkincsért. / Port.hu /

### A titkok könyvtára 2. – A visszatérés Salamon kincséhez
Egy nap Flynn ősi egyiptomi tekercs birtokába jut, amin titokzatos jelkép van, ám amikor hazatér, megtámadják, majd a rablók a kinccsel együtt elmenekülnek. A támadás okát kutatva Flynn és Judson (Bob Newhart) a jelkép eredetét próbálja kideríteni, és hamar rájönnek, hogy az Salamon király pecsétje volt. A legenda szerint egykor egy labirintusban helyezték el az ókori uralkodók legféltettebb kincseit, és ott rejtették el Salamon kulcsát is, amelynek a tulajdonosa az alvilág ura lehet. Flynn és társai egy újabb, minden eddiginél kalandosabb, veszélyekkel teli utazásra indulnak Salamon kincséhez. / Port.hu /

### A titkok könyvtára 3. – A Júdás-kehely átka
Flynn Carsen ezúttal most egy árverésen szeretne mindenáron megszerezni egy vázát, mivel pontosan tudja, hogy a mindent arannyá változtató bölcsek kövét rejti. Katie, a történész barátnője azonban ezt nem veszi jó néven, ezért elhagyja Flynnt. Az események persze nagyon megviselik őt, ezért Charlene szabadságra küldi. Flynn ekkor furcsa álmot lát, s egy lány hívogatja magához, melynek hatására New Orleansba utazik. Ott találkozik Simone-nal, az álombéli lánnyal, aki egy újabb feladatot bíz a könyvtárosra. A következő küldetése így hát a Júdás kehely felkutatása és a vámpírőserő feltámadásának megakadályozása. / Port.hu /

## Díjak és jelölések
Titkok könyvtára 2. – A visszatérés Salamon kincséhez
- - 2007 – Szaturnusz-díj (legjobb televíziós sorozat) – elnyert
  - 2007 – Szaturnusz-díj (legjobb televíziós színész - Noah Wyle), (legjobb televíziós mellékszereplő színésznő - Gabriella Anwar) – jelölések
  - 2007 – American Society of Cinematographers (kiemelkedő operatőri munka - Walt Lloyd) – jelölés
  - 2007 – Broadcast Film Critics Association Awards (legjobb tévéfilm) – jelölés
  - 2007 – Emmy-díj (kiemelkedő zenemű minisorozatban, filmben vagy különkiadásban - Joseph LoDuca), (kiemelkedő zenei vágás minisorozatban, filmben vagy különkiadásban) – jelölések

Titkok könyvtára – A Szent Lándzsa küldetés
- - Saturn Award (2005): Best Actor on Television (Noah Wyle), Best Supporting Actor on Television (Kyle MacLachlan), Best Supporting Actress on Television (Sonya Walger), and Best Television Presentation
  - Visual Effects Society Awards (2005): VES Award for Outstanding Compositing in a Broadcast Program
  - Writers Guild of America (2006): WGA Award for Long Form – Original (David N. Titcher)